# 순천성남초등학교
순천성남초등학교는 대한민국 전라남도 순천시에 있는 공립 초등학교이다.

## 학교 연혁
- 2020. 03. 01 제 28대 송양순 교장 부임
- 2020. 01. 10 제 70회 54명 졸업(졸업생 총수 17,850명)
- 1996. 03. 01 순천성남초등학교로 교명 변경
- 1967. 12. 03 순천성남국민학교로 교명 변경
- 1959. 10. 16 현 교사로 이전
- 1945. 12. 08 순천동공립국민학교 개교
- 1945. 11. 15 순천동공립국민학교 인가
- 1945. 09. 15 일본인 학교로부터 학교 시설 인수

## 참고 자료
- 순천성남초등학교 - 한국교육학술정보원 학교알리미